# NGC 5720
NGC 5720 é uma galáxia espiral (Sb) localizada na direcção da constelação de Boötes. Possui uma declinação de +50° 48' 55" e uma ascensão recta de 14 horas, 38 minutos e 33,2 segundos.
A galáxia NGC 5720 foi descoberta em 24 de Junho de 1887 por Lewis A. Swift.